# Brooklyn Nets
Brooklyn Nets američka profesionalna košarkaška momčad iz grad East Rutherford, New Jersey. 
Momčad je osnovana 1967.g. kao dio ABA (engl. American Basketball Association) organizacije.
Izvorna ideja za naziv momčadi je bila New York Freighters, ali je promijenjena u New Jersey Americans. Već sljedeće sezone momčad se je zvala New York Nets. Nakon spajanja NBA i ABA lige (ljeto 1976.g.), momčad je počela nastupati u NBA ligi.
Prije početka sezone 1977./78. momčad se je preselila u New Jersey, i uzela današnji naziv New Jersey Nets.

## Dvorane
- Teaneck Armory (1967. – 1968.)
- Long Island Arena (1968. – 1969.)
- Island Garden (1969. – 1971.)
- Nassau Coliseum (1971. – 1977.)
- Rutgers Athletic Center (1977. – 1981.)
- Izod Center (bivša Brendan Byrne Arena, Continental Airlines Arena)(1981. – 2010.)
- Prudential Center (2010. – 2012.)
- Barclays Center (2012.-danas)

## Vanjske poveznice
- (engl.)New Jersey Nets službene internet stranice